# Hans Mercker
Hans Mercker (* 11. April 1940 in Edenkoben) ist ein deutscher römisch-katholischer Theologe, Religionswissenschaftler und Hochschullehrer.

## Leben
Nach Schulzeit und Abitur am Kurfürst-Ruprecht-Gymnasium Neustadt und Studium der Theologie promovierte er 1969 an der Ludwig-Maximilians-Universität München mit einer 1971 publizierten Arbeit zu Bonaventura. Seine 1986 ebenfalls in München eingereichte Habilitationsschrift „Christliche Weltanschauung als Problem“ erschien 1988. Er wurde zum Professor für Katholische Theologie am Institut für Katholische Theologie der Universität Koblenz-Landau berufen. Im Jahr 2000 erhielt er zum 60. Geburtstag eine Festschrift unter dem Titel „Wahrheit suchen - Wirklichkeit wahrnehmen“. Er wurde 2005 in den Ruhestand versetzt.
Ehrenamtlich ist er Vorsitzender des Heimat- und Kulturvereins in Edesheim.

## Werk
Mercker beschäftigte sich insbesondere mit Leben und Werk Romano Guardinis und Bonaventuras.
- Schriftauslegung als Weltauslegung. Untersuchungen zur Stellung der Schrift in der Theologie Bonaventuras. F. Schöningh, Paderborn 1971, ISBN 3-506-79415-9.
- Christliche Weltanschauung als Problem. Untersuchungen zur Grundstruktur im Werk Romano Guardinis. F. Schoningh, Paderborn 1988, ISBN 3-506-75530-7.

Er erarbeitete im Auftrag der Katholischen Akademie in Bayern eine „Bibliographie Romano Guardini“, die 1978 erschien, und gab später Guardinis Ethik-Vorlesungen sowie seine Schriften zu Dantes Göttlicher Komödie heraus. Als Leiter des Romano-Guardini-Archivs richtete er zuletzt eine Guardini-Werkkonkordanz online ein.
Des Weiteren fungierte er 1990 als Herausgeber einer Festgabe für den ebenfalls in Koblenz-Landau wirkenden katholischen Theologen Helmut Fox zum 60. Geburtstag unter dem Titel „Ökumenisch leben“.